# 无机化学 (期刊)
《无机化学》（Inorganic Chemistry ，常缩写为Inorg. Chem.）是美国化学会在1962年创办的一个学术期刊，经由同行评审，涉及无机化学的各个领域。该杂志目前为双周刊，每年发行24期；前任主编为来自罗彻斯特大学的 Richard Eisenberg ，现任主编为明尼苏达大学的 William Tolman。该杂志2014年影响因子为4.762。

## 引用和注释
1. ↑  1983年之前为月刊。详见 List of Issues （页面存档备份，存于）。
2. ↑  2014 Journal Citation Reports. Thomson Reuters, 2015.